# Weltmeisterschaften im Gewichtheben 1995
Die 9. Weltmeisterschaften im Gewichtheben der Frauen und 67. Weltmeisterschaften im Gewichtheben der Männer fanden vom 16. bis 26. November 1995 in der chinesischen Stadt Guangzhou statt. An den von der International Weightlifting Federation (IWF) im Zweikampf (Reißen und Stoßen) ausgetragenen Wettkämpfen nahmen 93 Gewichtheberinnen aus 26 Nationen und 345 Gewichtheber aus 63 Nationen teil.

## Medaillengewinner

### Männer

#### Klasse bis 54 Kilogramm
| Disziplin | Gold           | Gold     | Silber         | Silber   | Bronze       | Bronze   |
| --------- | -------------- | -------- | -------------- | -------- | ------------ | -------- |
| Reißen    | Halil Mutlu    | 130,0 kg | Zhang Xiangsen | 127,5 kg | Lan Shizhang | 125,0 kg |
| Stoßen    | Zhang Xiangsen | 157,5 kg | Halil Mutlu    | 155,0 kg | Lan Shizhang | 147,5 kg |
| Zweikampf | Zhang Xiangsen | 285,0 kg | Halil Mutlu    | 285,0 kg | Lan Shizhang | 272,5 kg |

#### Klasse bis 59 Kilogramm
| Disziplin | Gold             | Gold     | Silber          | Silber   | Bronze           | Bronze   |
| --------- | ---------------- | -------- | --------------- | -------- | ---------------- | -------- |
| Reißen    | Leonidas Sabanis | 137,5 kg | Nikolaj Pešalov | 135,0 kg | William Vargas   | 135,0 kg |
| Stoßen    | Tang Lingsheng   | 167,5 kg | Li Chuanghuan   | 167,5 kg | Leonidas Sabanis | 165,0 kg |
| Zweikampf | Leonidas Sabanis | 302,5 kg | Chun Byung-kwan | 300,0 kg | Nikolaj Pešalov  | 295,0 kg |

#### Klasse bis 64 Kilogramm
| Disziplin | Gold              | Gold     | Silber            | Silber   | Bronze      | Bronze   |
| --------- | ----------------- | -------- | ----------------- | -------- | ----------- | -------- |
| Reißen    | Naim Süleymanoğlu | 147,5 kg | Valerios Leonidis | 148,0 kg | Wang Guohua | 145,0 kg |
| Stoßen    | Naim Süleymanoğlu | 180,0 kg | Valerios Leonidis | 180,0 kg | Peng Song   | 175,0 kg |
| Zweikampf | Naim Süleymanoğlu | 327,5 kg | Valerios Leonidis | 327,5 kg | Peng Song   | 315,0 kg |

#### Klasse bis 70 Kilogramm
| Disziplin | Gold         | Gold     | Silber       | Silber   | Bronze       | Bronze   |
| --------- | ------------ | -------- | ------------ | -------- | ------------ | -------- |
| Reißen    | Fedail Güler | 157,5 kg | Zhan Xugang  | 157,5 kg | Ergün Batmaz | 155,0 kg |
| Stoßen    | Attila Feri  | 190,0 kg | Zhan Xugang  | 190,0 kg | Fedail Güler | 187,5 kg |
| Zweikampf | Zhan Xugang  | 347,5 kg | Fedail Güler | 345,0 kg | Ergün Batmaz | 340,0 kg |

#### Klasse bis 76 Kilogramm
| Disziplin | Gold       | Gold     | Silber                   | Silber   | Bronze        | Bronze   |
| --------- | ---------- | -------- | ------------------------ | -------- | ------------- | -------- |
| Reißen    | Pablo Lara | 162,5 kg | Chatschatur Kjapanakzjan | 162,5 kg | Joto Jotow    | 162,5 kg |
| Stoßen    | Pablo Lara | 205,0 kg | Joto Jotow               | 202,5 kg | Viktor Mitrou | 197,5 kg |
| Zweikampf | Pablo Lara | 367,5 kg | Joto Jotow               | 365,0 kg | Viktor Mitrou | 357,5 kg |

#### Klasse bis 83 Kilogramm
| Disziplin | Gold         | Gold     | Silber       | Silber   | Bronze            | Bronze   |
| --------- | ------------ | -------- | ------------ | -------- | ----------------- | -------- |
| Reißen    | Marc Huster  | 175,0 kg | Pyrros Dimas | 172,5 kg | Sergo Tschachojan | 167,5 kg |
| Stoßen    | Pyrros Dimas | 212,5 kg | Marc Huster  | 210,0 kg | Dursun Sevinç     | 207,5 kg |
| Zweikampf | Pyrros Dimas | 385,0 kg | Marc Huster  | 385,0 kg | Vadim Vacarciuc   | 375,0 kg |

#### Klasse bis 91 Kilogramm
| Disziplin | Gold           | Gold     | Silber             | Silber   | Bronze             | Bronze   |
| --------- | -------------- | -------- | ------------------ | -------- | ------------------ | -------- |
| Reißen    | Igor Aleksejew | 180,0 kg | Andrei Makarow     | 175,0 kg | Aleksan Karapetjan | 172,5 kg |
| Stoßen    | Igor Aleksejew | 210,0 kg | Aleksan Karapetjan | 210,0 kg | Viktor Beliatsky   | 207,5 kg |
| Zweikampf | Igor Aleksejew | 390,0 kg | Aleksan Karapetjan | 382,5 kg | Andrei Makarow     | 380,0 kg |

#### Klasse bis 99 Kilogramm
| Disziplin | Gold                | Gold     | Silber           | Silber   | Bronze              | Bronze   |
| --------- | ------------------- | -------- | ---------------- | -------- | ------------------- | -------- |
| Reißen    | Sergei Syrzow       | 190,0 kg | Anatoli Chrapaty | 185,0 kg | Akakios Kakiasvilis | 182,5 kg |
| Stoßen    | Akakios Kakiasvilis | 227,5 kg | Sergei Syrzow    | 220,0 kg | Oleg Chiritso       | 217,5 kg |
| Zweikampf | Akakios Kakiasvilis | 410,0 kg | Sergei Syrzow    | 410,0 kg | Anatoli Chrapaty    | 400,0 kg |

#### Klasse bis 108 Kilogramm
| Disziplin | Gold            | Gold     | Silber          | Silber   | Bronze             | Bronze   |
| --------- | --------------- | -------- | --------------- | -------- | ------------------ | -------- |
| Reißen    | Cui Wenhua      | 192,5 kg | Ihor Rasorjonow | 190,0 kg | Mukhran Gogia      | 182,5 kg |
| Stoßen    | Ihor Rasorjonow | 227,5 kg | Sergei Flerko   | 222,5 kg | Gennadiy Shchekalo | 220,0 kg |
| Zweikampf | Ihor Rasorjonow | 417,5 kg | Cui Wenhua      | 407,5 kg | Sergei Flerko      | 405,0 kg |

#### Klasse über 108 Kilogramm
| Disziplin | Gold               | Gold     | Silber             | Silber   | Bronze       | Bronze   |
| --------- | ------------------ | -------- | ------------------ | -------- | ------------ | -------- |
| Reißen    | Ronny Weller       | 197,5 kg | Andrei Tschemerkin | 197,5 kg | Stefan Botew | 190,0 kg |
| Stoßen    | Stefan Botew       | 245,0 kg | Andrei Tschemerkin | 245,0 kg | Ronny Weller | 242,5 kg |
| Zweikampf | Andrei Tschemerkin | 442,5 kg | Ronny Weller       | 440,0 kg | Stefan Botew | 435,0 kg |

### Frauen

#### Klasse bis 46 Kilogramm
| Disziplin | Gold      | Gold     | Silber         | Silber   | Bronze         | Bronze   |
| --------- | --------- | -------- | -------------- | -------- | -------------- | -------- |
| Reißen    | Guan Hong | 81,0 kg  | Kunjarani Devi | 75,0 kg  | Tsai Huey-woan | 72,5 kg  |
| Stoßen    | Guan Hong | 100,0 kg | Kunjarani Devi | 100,0 kg | Tsai Huey-woan | 92,5 kg  |
| Zweikampf | Guan Hong | 180,0 kg | Kunjarani Devi | 175,0 kg | Tsai Huey-woan | 165,0 kg |

#### Klasse bis 50 Kilogramm
| Disziplin | Gold       | Gold     | Silber      | Silber   | Bronze           | Bronze   |
| --------- | ---------- | -------- | ----------- | -------- | ---------------- | -------- |
| Reißen    | Liu Xiuhua | 85,0 kg  | Chu Nan-mei | 80,0 kg  | Isabela Rifatowa | 75,0 kg  |
| Stoßen    | Liu Xiuhua | 102,5 kg | Chu Nan-mei | 97,5 kg  | Isabela Rifatowa | 97,5 kg  |
| Zweikampf | Liu Xiuhua | 187,5 kg | Chu Nan-mei | 177,5 kg | Isabela Rifatowa | 172,5 kg |

#### Klasse bis 54 Kilogramm
| Disziplin | Gold              | Gold     | Silber        | Silber   | Bronze        | Bronze   |
| --------- | ----------------- | -------- | ------------- | -------- | ------------- | -------- |
| Reißen    | Karnam Malleswari | 90,0 kg  | Zhang Xixiang | 85,0 kg  | Kuo Ping-chun | 80,0 kg  |
| Stoßen    | Karnam Malleswari | 113,0 kg | Zhang Xixiang | 110,0 kg | Kuo Ping-chun | 105,0 kg |
| Zweikampf | Karnam Malleswari | 202,5 kg | Zhang Xixiang | 195,0 kg | Kuo Ping-chun | 185,0 kg |

#### Klasse bis 59 Kilogramm
| Disziplin | Gold         | Gold     | Silber       | Silber   | Bronze    | Bronze   |
| --------- | ------------ | -------- | ------------ | -------- | --------- | -------- |
| Reißen    | Chen Xiaomin | 92,5 kg  | Neelam Laxmi | 90,0 kg  | Wu Mei-yi | 85,0 kg  |
| Stoßen    | Chen Xiaomin | 123,5 kg | Neelam Laxmi | 112,5 kg | Wu Mei-yi | 110,0 kg |
| Zweikampf | Chen Xiaomin | 215,0 kg | Neelam Laxmi | 202,5 kg | Wu Mei-yi | 195,0 kg |

#### Klasse bis 64 Kilogramm
| Disziplin | Gold          | Gold     | Silber           | Silber   | Bronze               | Bronze   |
| --------- | ------------- | -------- | ---------------- | -------- | -------------------- | -------- |
| Reißen    | Chen Jui-lien | 97,5 kg  | Erzsébet Márkus  | 92,5 kg  | Gergana Kirilowa     | 90,0 kg  |
| Stoßen    | Chen Jui-lien | 115,0 kg | Gergana Kirilowa | 115,0 kg | Choi Eun-ja          | 115,0 kg |
| Zweikampf | Chen Jui-lien | 212,5 kg | Gergana Kirilowa | 205,0 kg | Maria Christoforidou | 200,0 kg |

#### Klasse bis 70 Kilogramm
| Disziplin | Gold         | Gold     | Silber       | Silber   | Bronze              | Bronze   |
| --------- | ------------ | -------- | ------------ | -------- | ------------------- | -------- |
| Reißen    | Li Hongyun   | 97,5 kg  | Tang Weifang | 97,5 kg  | Kim Dong-hee        | 95,0 kg  |
| Stoßen    | Tang Weifang | 129,0 kg | Li Hongyun   | 120,0 kg | Milena Trendafilowa | 120,0 kg |
| Zweikampf | Tang Weifang | 225,0 kg | Li Hongyun   | 217,5 kg | Milena Trendafilowa | 215,0 kg |

#### Klasse bis 76 Kilogramm
| Disziplin | Gold         | Gold     | Silber       | Silber   | Bronze       | Bronze   |
| --------- | ------------ | -------- | ------------ | -------- | ------------ | -------- |
| Reißen    | Zhang Xiaoli | 102,5 kg | Li Yan       | 100,0 kg | Mária Takács | 97,5 kg  |
| Stoßen    | Li Yan       | 127,5 kg | Mária Takács | 122,5 kg | Zhang Xiaoli | 122,5 kg |
| Zweikampf | Li Yan       | 227,5 kg | Zhang Xiaoli | 225,0 kg | Mária Takács | 220,0 kg |

#### Klasse bis 83 Kilogramm
| Disziplin | Gold          | Gold     | Silber        | Silber   | Bronze                 | Bronze   |
| --------- | ------------- | -------- | ------------- | -------- | ---------------------- | -------- |
| Reißen    | María Urrutia | 105,0 kg | Chen Shu-chih | 105,0 kg | Panagiota Antonopoulou | 100,0 kg |
| Stoßen    | Chen Shu-chih | 135,0 kg | María Urrutia | 132,5 kg | Panagiota Antonopoulou | 125,0 kg |
| Zweikampf | Chen Shu-chih | 240,0 kg | María Urrutia | 237,5 kg | Panagiota Antonopoulou | 225,0 kg |

#### Klasse über 83 Kilogramm
| Disziplin | Gold            | Gold     | Silber          | Silber   | Bronze            | Bronze   |
| --------- | --------------- | -------- | --------------- | -------- | ----------------- | -------- |
| Reißen    | Wan Ni          | 108,0 kg | Bilkisu Musa    | 107,5 kg | Karoliina Lundahl | 102,5 kg |
| Stoßen    | Chen Hsiao-lien | 132,5 kg | Erika Takács    | 130,0 kg | Karoliina Lundahl | 125,0 kg |
| Zweikampf | Erika Takács    | 232,5 kg | Chen Hsiao-lien | 230,0 kg | Karoliina Lundahl | 227,5 kg |